# ریو تاکایاسو

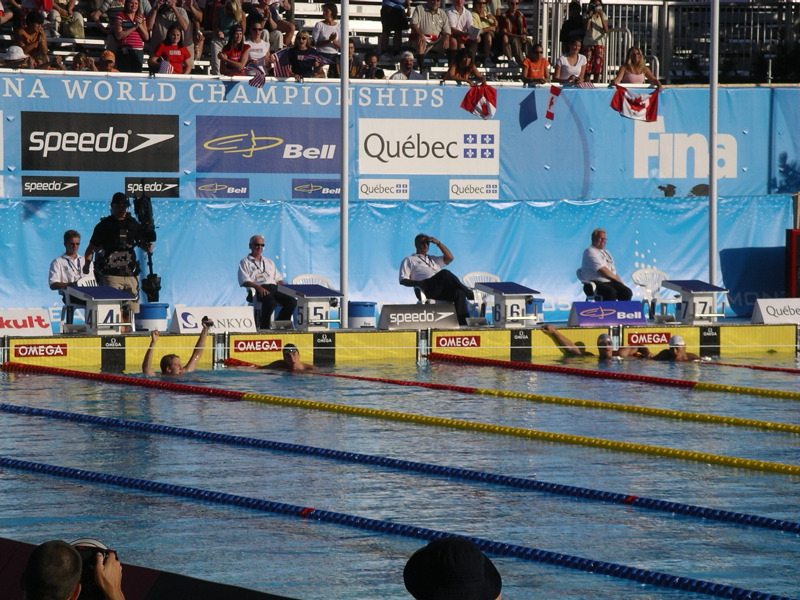
مسابقات جهانی ۲۰۰۵

ریو تاکایاسو (به انگلیسی: Ryo Takayasu) (زادهٔ ۱۹ ژوئیهٔ ۱۹۸۱) شناگر اهل ژاپن است.